# Grossbasel

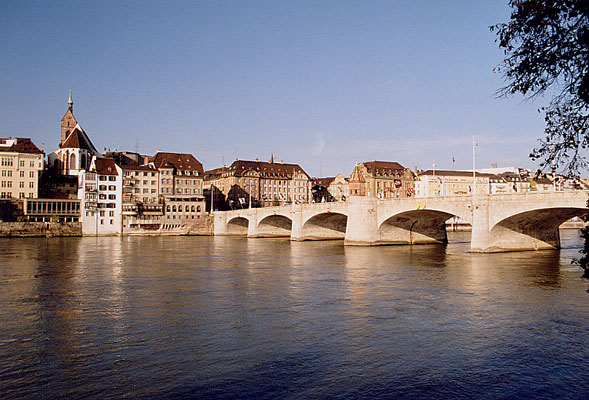
Mittlere Brücke mit Grossbasel

Grossbasel (umgangssprachlich mit Artikel: das Grossbasel) heisst der linksrheinische Stadtteil der Schweizer Stadt Basel.
Grossbasel umfasst die Quartiere Iselin, St. Johann, Gotthelf, Gundeldingen, Bachletten, Bruderholz, Breite, St. Alban, Am Ring, die Vorstädte und die Grossbasler Altstadt.
Die Altstadt mit dem Münster auf dem Münsterhügel und rund um den Marktplatz mit dem Rathaus aus dem 14. Jahrhundert ist das eigentliche Zentrum von Basel. 
Das linksrheinische Grossbasel wird durch eine Eisenbahnbrücke, fünf Strassenbrücken sowie  vier Personenfähren mit dem rechtsrheinischen Kleinbasel verbunden.
Koordinaten: 47° 33′ 13″ N, 7° 34′ 56″ O; CH1903: 610800 / 267000